# 夏口厅
夏口厅，清朝末年设置的厅。
光绪二十四年（1898年），析汉阳县汉水以北地置，治所在今湖北省武汉市汉口。属汉阳府。以位于汉水入江之口（一称夏口）得名。1912年改夏口县。